# أنبوب رغامي مزدوج التجويف

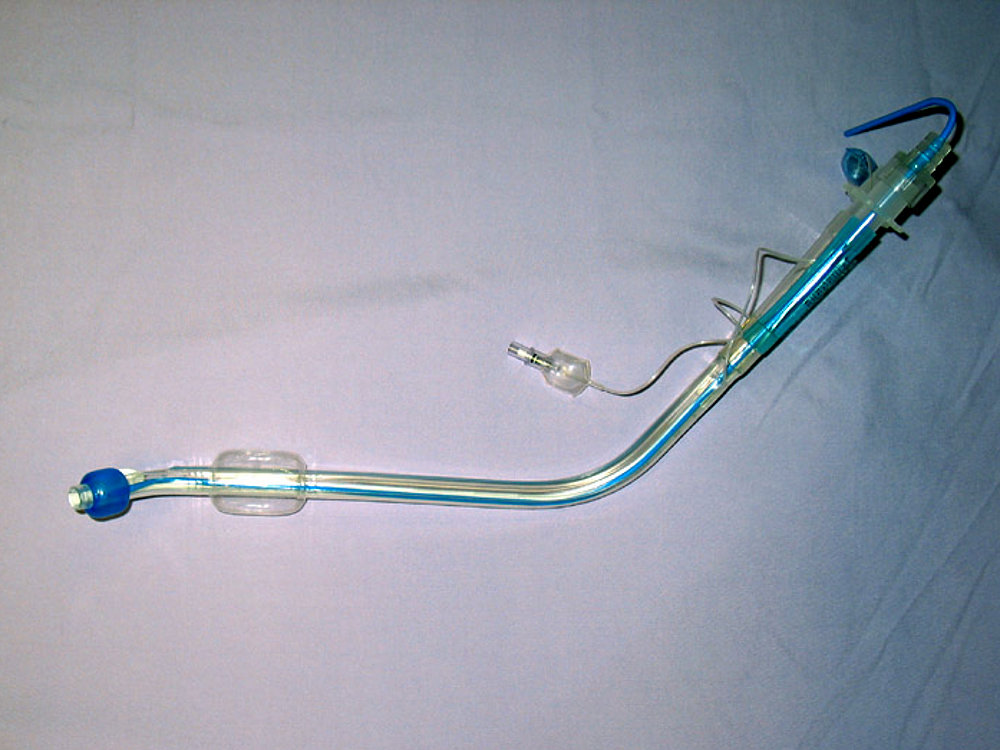
أنبوب رغامي مُزدوج التجويف يُستخدم لبعض العمليات الجراحية الصدرية مثل استئصال الرئة أو استئصال فصوص الرئة.

الأنبوب الرغامي مزدوج التجويف (ويُسمى أيضًا الأنبوب القصبي مزدوج التجويف) هو نوع من أنبوب الرغامية التي تستخدم في التنبيب الرغامي أثناء جراحة القلب والصدر والحالات الطبية الأخرى لتحقيق تهوية انتقائية، من جانب واحد لكل من الرئتين.

## دواعي الاستخدام
توجد العديد من دواعي الاستخدام التي قد تجعل من التنبيب من جانب واحد لتهويك الرئة أمرًا لازمًا. وتشمل الدواعي المطلقة فصل الرئة اليمنى عم الرئة اليسرى لتجنب تسرب الدم أو القيح من الجانب المصاب أو النزيف إلى الجانب غير المتضرر. وتشمل الدواعي النسبية انهيار رئة واحدة والتهوية الانتقائية للرئة المتبقية من أجل تسهيل تعرض الهياكل التشريحية التي سيتم تشغيلها في العمليات الجراحية الصدرية، مثل إصلاح أم الدم الأبهرية، استئصال الرئة أو استئصال فصوص الرئة.

## التركيب والوصف
يتكون الأنيوب الرغامي مزدوج التجويف من تحويفين صغيرين مرتبطان بالأنبوب مع طول غير متكافئ جنبا إلى جنب. ينتهي الأنبوب الأقصر في القصبة الهوائية في حين يتم وضع واحد أطول في إما القصبة الهوائية اليسرى أو اليمنى من أجل تهوية انتقائية للرئة اليسرى أو اليمنى على التوالي. كان أول أنبوب مزدوج التجويف يستخدم لتهوية الشعيبات الهوائية وبعد ذلك للتخدير في الرئة في البشر قدمه كارلينز في عام 1949. تم إدخال تعديلات على أنبوب كارلينز الأصلي من قبل وايت، روبرتشاو وغيرهم. تعتبر الأنابيب الأكثر شيوعًا اليوم هي أنابيب كارلنز و روبرتشاو. تسمح تلك الأنابيب بتهوية رئة واحدة في حين انهيار الرئة الأخرى لجعل جراحة الصدر أسهل. قد يكون هذا ضروريًا لتسهيل وجهة نظر الجراح والوصول إلى الهياكل ذات الصلة داخل تجويف الصدري. يتم تضخيم الرئة المنكوبة عند انتهاء العملية الجراحية للتحقق من وجود تسربات أو إصابات أخرى. عادةً ما تكون تلك الأنابيب محورية، مع وجود قناتين منفصلتين واثنين من الفتحات المنفصلة الخاصة بكل منهما. كما تتضمن الأنبوبة التجويف الرغامي الذي ينتهي في القصبة الهوائية والتجويف داخل القصبة، يتم وضع طرف البعيدة من 1-2 سم في اليمين أو اليسار القصبة الهوائية الرئيسي. يتطلب الاستخدام الأمثل للأنتبيب الرغامية مزدوجة التجويف خبرة طبية كبيرة، وقد وضعت تقنيات مختلفة لإدراجها.  وهناك محاكاة صغيرة للمساعدة في تدريب المناورات حول استخدام أنبوب كارلينز. 

## البدائل
توجد طرق أخرى لتحقيق التهوية الرئوية من جانب واحد باستخدام أنبوب يونيفنت، الذي يحتوي على تجويف وموجة حجرية واحدة، وغيرها من الحاصرات داخل القصبة الهوائية. ويطلق على نهج تهوية كل رئة عن طريق جهاز تنفس صناعي منفصل نهج دوفنت. يعمل هذا النظام من خلال ربط كل من أجهزة التهوية بوحدة التحكم الرئيسية، مما يسمح بالتزامن بين اثنين من أجهزة التهوية.